# 三菱鉱業勝田鉱業所
三菱鉱業勝田鉱業所（みつびしこうぎょうかつたこうぎょうしょ）は、三菱鉱業（現・三菱マテリアル）が福岡県糟屋郡宇美町の糟屋炭田に所在した炭鉱。

## 概要
糟屋郡南部地域では海軍炭鉱として開坑した国鉄志免鉱業所、その新原地区の租坑業者新栄鉱業㈱の新原炭鉱に並ぶ大規模な炭鉱で、中小業者の炭鉱が多かった糟屋郡では、珍しかった大手の経営による炭鉱であった。
1916年清水勝治が採掘の権利を取得。自分の名から1文字を使って“勝田”炭鉱と名付け開坑した事で始まった。此れが地区の地名にもなった。
1921年に釧勝鉱業の中村定三郎に買収される。
1928年に中島徳松が鉱区を買収して昭和炭鉱と名付け操業を行う。付近の中小炭鉱と博多湾鉄道の宇美駅に、専用線を敷設する。
1937年7月12日に三菱鉱業が昭和炭鉱を購入。
1938年4月に宇美町北川原に坑道を開坑。
1941年に筑前参宮鉄道の下宇美信号場迄専用線を敷設延長し連絡を行う。その専用線を使い、直接貨物列車での輸送を開始した。勝田鉱業所の石炭輸送の路線が1942年戦時合併に依り西鉄宇美線となった。戦時買収の為1944年には西鉄宇美線となっていた路線が国鉄勝田線となる。
1948年6月18日に坑内ガス爆発が発生し、62名の殉職者が出る災害となった。
1950年、勝田鉱業所からの石炭輸送を受け渡しを行う、停車場である下宇美信号場が、下宇美駅となる。
1963年6月26日に三菱鉱業勝田鉱業所は閉山となった。

## 運搬・輸送
敷地内運搬については、筑前勝田駅の北方に専用線が勝田線と並行して宇美川に当たる辺り迄行き、宇美川を橋梁で越えると竪坑等の主要産出箇所から来る専用線と合わさる。更に宇美川に沿って下る。途中香椎線をオーバークロスして越え下宇美駅へ至る。
香椎線をオーバークロスする位置は宇美川に沿っているので、香椎線宇美川橋梁が有る箇所で、専用線の線路は高い位置に敷設されていたが、現在、下に並行している位置の宇美町の町道と共に、元は炭鉱の構内であった。
その、宇美町の町道の脇には石炭の積み込み施設のホッパー（炭鉱ではポケットと呼ぶ）が残存しているので、産業遺跡の少ない三菱鉱業勝田鉱業所を偲ばせる施設である。
後に国鉄勝田線となる筑前参宮鉄道が1918年に宇美駅から筑前勝田駅へ仮営業を始め、1919年に宇美～吉塚駅が開通する迄は後の国鉄香椎線になる博多湾鉄道の宇美駅へ専用線を敷設して運んでいた。その為筑前勝田駅を使用する事は無く，勝田線開通以前に敷設して居た自前の専用線が勝田線と並行して存在して居た。勝田地区の開削は古く，斜坑での運搬で、勝田竪坑は下って来た宇美川沿いの宇美の町の中心に近い場所に掘られて居た．勝田～宇美の専用線は中小炭鉱が共同で敷設した物である。
博多湾鉄道開通は1904年であるので、依り古くから操業の海軍炭鉱の様に鹿児島本線の雑餉隈（現 南福岡）駅へ運んでいたのは付近の中小業者の炭鉱が産出した石炭であった。
下宇美駅での専用線での輸送を行ったのは、三菱鉱業が鉱区を買収してからで、それ以前は筑前勝田駅へ直に運び込んだり宇美駅へ共同専用線を用いて貨車積みをして運んでおり、宇美駅に入れるのに地形的に後の竪坑の建設位置で向きを変える必要がある等で手間が非常に掛かっていたが、中小業者であったことからそれでも間に合っていた。筑前参宮鉄道線の開業以前から三菱鉱業に鉱区が買収以前、博多湾鉄道の宇美駅開業で産出が増大した時には遠い駅への運搬が流石に間に合わなくなり三菱鉱業の買収は1937年と遅い為、買収以前の中小炭鉱が共同で専用線の敷設となった。三菱鉱業の鉱業区域買収はその後の事である。三菱鉱業の買収で、筑前参宮鉄道線の下宇美信号場に専用線の延長を、専用線のスイッチバックの解消と共に実施。竪坑の開坑で増産した石炭の運搬の増大に対処した。

### 北川原竪坑(勝田竪坑)
宇美町の北川原に建設された竪坑は、海軍志免竪坑に引けをとらない竪坑と言われており、大型の竪坑であった。櫓はオープン形の鉄骨組み合わせのケーペ式捲揚機で、捲揚機は日本では一般的な地上設置のグランドワインディング形式であった。
北川原竪坑は、勝田炭鉱の竪坑であるので、場所が勝田地区では無く宇美町の中心に近い北川原に所在するのであったが、勝田竪坑と呼ばれる事も多く有り、地元の歴史書物にも｢勝田竪坑｣と記載されて居る為、勝田地区に在ったと勘違いする人も多く居る。